# Need for Speed
Need for Speed (afgekort NFS) is een reeks computerspellen die door EA Games op de markt zijn gebracht voor verschillende platforms, waaronder Windows, Mac, Nintendo-, Xbox- en PlayStation-consoles. Het spel bestaat uit racen met verschillende auto's op verschillende circuits.

## Ontstaan van de reeks
Need for Speed werd aanvankelijk ontwikkeld door EA Canada, een spelstudio gelegen in Vancouver, Canada. Voor EA Canada in 1991 werd gekocht door Electronic Arts, stond het bedrijf bekend als Distinctive Software en had het reeds populaire racespellen gemaakt, zoals Stunts en Test Drive II. Het bedrijf sloeg munt uit zijn ervaring in het domein toen het begon met de ontwikkeling van de Need for Speed reeks eind 1992.
Electronic Arts Canada en Electronic Arts Seattle bleven gedurende jaren de reeks ontwikkelen en uitbreiden. In 2002 werd een ander bedrijf uit Vancouver, Black Box Games, gecontracteerd om de reeks voort te zetten met de titel Need for Speed: Hot Pursuit 2. Black Box Games werd overgenomen door Electronic Arts kort voor het verschijnen van het spel en het bedrijf kreeg de nieuwe naam EA Black Box. Sindsdien is het de belangrijkste ontwikkelaar van NFS.

## Spellen in de reeks
| Jaar | Titel                                     | Platform(s) |
| ---- | ----------------------------------------- | --- |
| 1994 | Road & Track Presents: The Need for Speed | 3DO |
| 1997 | Need for Speed II                         | Windows, PlayStation |
| 1998 | Need for Speed III: Hot Pursuit           | Windows, PlayStation |
| 1999 | Need for Speed: Road Challenge            | Windows, PlayStation |
| 2000 | Need for Speed: Porsche 2000              | Windows, PlayStation, Game Boy Advance                                                                                              |
| 2002 | Need for Speed: Hot Pursuit 2             | Windows, GameCube, PlayStation 2, Xbox                                                                                              |
| 2003 | Need for Speed: Underground               | Windows, GameCube, PlayStation 2, Game Boy Advance                                                                                  |
| 2004 | Need for Speed: Underground 2             | Windows, GameCube, Xbox, PlayStation 2, Game Boy Advance, Nintendo DS                                                               |
| 2005 | Need for Speed Underground Rivals         | PlayStation Portable |
| 2005 | Need for Speed: Most Wanted               | Windows, Nintendo DS, PlayStation 2, Xbox, GameCube, Game Boy Advance                                                               |
| 2006 | Need For Speed: Carbon                    | Windows, Mac OS X, PlayStation 2, PlayStation 3, Xbox, Xbox 360, Wii, GameCube, PlayStation Portable, Game Boy Advance, Nintendo DS |
| 2007 | Need For Speed: ProStreet                 | Windows, PlayStation 2, PlayStation 3, PlayStation Portable, Wii, Nintendo DS, Xbox 360                                             |
| 2008 | Need for Speed: Undercover                | Windows, PlayStation 2, PlayStation 3, PlayStation Portable, Wii, Nintendo DS, Xbox 360                                             |
| 2009 | Need for Speed: Nitro                     | Nintendo DS, Wii |
| 2009 | Need for Speed: Shift                     | Windows, PlayStation 3, PlayStation Portable, Xbox 360                                                                              |
| 2010 | Need for Speed: World                     | Windows |
| 2010 | Need for Speed: Hot Pursuit               | Windows, PlayStation 3, Xbox 360 |
| 2011 | Shift 2: Unleashed                        | Windows, PlayStation 3, Xbox 360 |
| 2011 | Need for Speed: The Run                   | Windows, PlayStation 3, Xbox 360, Wii, Nintendo 3DS                                                                                 |
| 2012 | Need for Speed: Most Wanted               | Windows, PlayStation 3, PlayStation Vita, Xbox 360, Wii U                                                                           |
| 2013 | Need for Speed: Rivals                    | Windows, PlayStation 3, PlayStation 4, Xbox 360                                                                                     |
| 2015 | Need for Speed                            | Windows, PlayStation 4, Xbox One |
| 2017 | Need for Speed: Payback                   | Windows, PlayStation 4, Xbox One |
| 2019 | Need for Speed: Heat                      | Windows, PlayStation 4, Xbox One |
| 2022 | Need for Speed Unbound                    | Windows, PlayStation 5, Xbox Series                                                                                                 |

## Need for Speed-versies

### Road & Track Presents: The Need for Speed(1994)
De originele Need for Speed werd in 1994 uitgebracht voor 3DO, met in 1995 en 1996 versies voor PlayStation, pc (DOS) en Sega Saturn. De eerste versie bevatte achtervolgingen door politiewagens, dat een terugkerend thema bleef in de reeks, zoals in de zogeheten Hot Pursuit-edities (Need for Speed III en Need for Speed VI)
In het eerste deel van de Need for Speed-serie lag de nadruk op een realistische simulatie van het rijgedrag en de fysica van de auto, zonder de typische spelelementen. Electronic Arts werkte samen met het autotijdschrift Road & Track om het gedrag van een voertuig na te bootsen. Het spel bevatte precieze data van de voertuigen, met gesproken commentaar.

### Need for Speed SE(1995)
De Special Edition van Need for Speed was enkel beschikbaar op cd-rom voor pc en bevatte een zowel een DOS- als een Windows 95-versie. De versie voor Windows ondersteunde DirectX 2 en TCP/IP-netwerkfunctionaliteit en had eveneens twee bonusparcoursen en verschillende verbeteringen aan de game engine. Dit is het laatste spel uit de reeks dat draaide in DOS. Toekomstige versies voor de pc zouden enkel draaien in Windows 95 of hoger.
Ook in dit spel lag de nadruk op realistisch rijgedrag, zoals met overstuur en onderstuur.

### Need for Speed II(1997)
NFS II had drie racemodes: Tournament, Knock-out en Single Race (toernooi, knock-out en afzonderlijke race). De gameplay van het spel was arcade-achtig. Het ontwerp van de wegen was meer open: spelers konden nu naast het asfalt gaan rijden en door de velden stukken afsnijden.

#### Need for Speed II SE(1997)
Deze speciale editie van NFS II bevatte extra circuits, extra auto's en ondersteuning voor Glide, de toen opkomende 3D grafische standaard die gebruikt werd in de Voodoo- en Voodoo 2-videokaarten van 3dfx.

### Need for Speed III: Hot Pursuit(1998)
NFS III voegde een Hot Pursuit-mode toe aan het spel. Daarin kon de speler proberen om aan de politie te ontsnappen, of zelf als agent te spelen en de snelheidsduivels te arresteren. De meeste wagens en banen waren beschikbaar bij het begin van het spel. Het doel was om een beloning beschikbaar te maken door races te winnen.
NFS III maakte gebruik van de multimediamogelijkheden van de cd-rom, en bevatte audiocommentaar, diavoorstellingen met foto's en muziekvideo's. Dit spel was het eerste waarvoor men extra automodellen kan downloaden. Daardoor ontstond een gemeenschap van automakers.

### Need for Speed: Road Challenge(1999)
Dit spel verscheen in de zomer van 1999. Het kreeg kritiek omdat het te veel zou lijken op Need for Speed III, in het bijzonder omwille van het feit dat alle parcoursen uit Need for Speed III behouden waren in dit spel.
Desalniettemin introduceerde dit spel verschillende nieuwe types van gameplay: High Stakes, Getaway en Career. High Stakes was een racemode waarin de beloning de auto van de verliezende speler was. In Getaway moest de speler de achtervolgende politieauto's zo lang mogelijk van zich afhouden. Career-mode bood een monetair beloningssysteem, waarbij de speler geld verdiende door in een reeks chronologische toernooien te racen en hij daarna voertuigen en verbeteringen kon aanschaffen met dat geld.
Een andere innovatie was de introductie van schademodellen. Voertuigen die in aanrijdingen waren betrokken, hadden zichtbare gebutste carrosserieën en leverden mindere prestaties. Na de race kon een speler eventueel betalen voor herstellingen.

### Need for Speed: Porsche 2000(2000)
Porsche Unleashed (Amerikaanse titel) en Porsche 2000 (Europese titel) verschilde van de voorgaande versies doordat deze versie enkel Porsches bevatte. Het spel bood ook een grote hoeveelheid informatie erover. De speler moest races winnen om de auto's in chronologisch volgorde van 1950 tot 2000 beschikbaar te maken. Er is een catalogus van verschillende Porsche-onderdelen doorheen de jaren aanwezig. Het spel bood ook een fabrieksrijdermodus, waarin de speler Porsches moest testen met verschillende stunts en zo zijn carrière opbouwen. Het was het eerste Need for Speed-spel dat niet de mogelijkheid had om te spelen met een gesplitst scherm (split screen). Later werd het spel ook uitgebracht voor de Game Boy Advance.
Het biedt historische video's en foto's van oude Porsches. De Factory Driver-mode was een andere manier om wagens beschikbaar te stellen; men moest resultaten behalen door slaloms te rijden, snelheidswedstrijden te winnen en andere prestaties te leveren.

### Need for Speed: Hot Pursuit 2(2002)
Hot Pursuit 2 was de eerste bijdrage van EA Black Box aan de Need for Speed-reeks. In het spel ontbraken opties die in voorgaande delen wel aanwezig waren, zoals een gesplitst scherm voor races met twee personen, een dashboard-camerastandpunt en herhalingen die men kon opslaan. Mogelijkheden voor LAN-multiplayer verdwenen en waren vervangen door het koppelsysteem van EA.com op het internet.
NFS: Hot Pursuit 2 was de eerste Need For Speed met commerciële muziek en geen zelfgecomponeerde muziek meer, zoals in de vorige delen.

### Need for Speed: Underground(2003)
Need for Speed: Underground (NFSU) betekende een vernieuwing van de formule van de serie, bood een carrière-mode met een verhaallijn en een garagemode die spelers toeliet hun wagens volledig aan te passen, met een verscheidenheid aan prestatie- en visuele verbetering met merknamen. Alle wedstrijden vinden plaats in een stad, tijdens de nacht. In plaats van dure exotische wagens, had NFSU wagens uit de import tuner-cultuur. Dit werd, samen met de aansturing die steeds meer arcade-achtig werd, een punt van kritiek bij NFS-fans. Toch werd Underground commercieel succesvol, vergelijkbaar met NFS 3.
Naar verluidt zouden autofabrikanten streng geweest zijn over hoe hun voertuigen werd afgebeeld in dit spel, zeker wanneer men rekening houdt met de reputatie van 'illegale straatraces' van de tuner-cultuur. EA leverde inspanningen zodat de races eruitzagen als erkende wedstrijden en bevatte een aankondiging in het begin van het spel. Daarenboven hadden de voertuigen, op een gebroken voorruit en ontbrekende zijspiegels na, geen schademodellen. Wel werden de grafische uitvoering en het uiterlijk van het spel door critici geprezen, evenals de mogelijkheid tot opvoeren of 'tuning' van de wagens.
Hoewel de pc-versie van dit spel multiplayer over Internet ondersteunde, ontbrak de mogelijkheid tot multiplayer-games over LAN-netwerken.
Als nadelen van NFS Underground (en opvolgers) werden onder meer gezien het ontbreken van mogelijkheden om nieuwe auto's toe te voegen en om tegenliggend verkeer in Underground-carrièremodus uit te zetten, het deels onrealistische weggedrag en de 'rubberband AI' (waarbij de wagens van computertegenstanders de speler altijd konden bijhouden, ongeacht hun eerdere achterstand).

### Need for Speed: Underground 2(2004)
Need for Speed: Underground 2, het vervolg op Need for Speed Underground, verscheen op 15 november 2004. Een demo van het spel verscheen als een late easter egg op volledige versies van Burnout 3: Takedown (een samenwerking van EA Games en Criterion Games) en volledige versies van NFSU2 hadden een demo van Burnout 3 in het spel. In deze reeks, gaat de verhaallijn van NFS Underground verder en er zijn nieuwe racemodes, zoals de Underground Racing League en Street X, nieuwe en meer tuning-opties, evenals een nieuwe methodes om wedstrijden te selecteren — rondrijden in de stad (zoals in Grand Theft Auto) en race-'bakens' selecties. Er was ook een outrun-mode, waarin de speler willekeurige tegenstanders op de weg kan uitdagen en proberen hen achter zich te laten (vergelijkbaar met Tokyo Xtreme Racer).

### Need for Speed Underground Rivals(2005)
NFSU Rivals voor PlayStation Portable is een PSP-lanceringsgame. Het werd uitgebracht op 18 maart. NFSU Rivals bracht American Muscle Cars tegenover Japanse Tuner Cars. Het spel bevat verschillende auto's die niet aanwezig zijn in eerdere Need for Speed Underground-spellen, zoals de 1970 Dodge Charger, 1967 Ford Mustang en de 1997 Chevrolet Corvette C5.

### Need for Speed: Most Wanted(2005)
Need for Speed: Most Wanted kwam op 15 november 2005 uit. Het spel bracht de serie terug naar zijn oorsprong, zoals in Need for Speed 3: Hot Pursuit, met politie-achtervolgingen die de hoofdmoot van de gameplay uitmaken.
Negen spelmodes worden vermeld:
- Multiple point races
- Toll booth races
- Speed trap photos
- Outrun
- Outrun best route
- Circuit
- Sprint
- Knockout
- Drag

Er zijn drie 'aparte regio's', samen met real-time weer en een evolueerde omgeving. Er zijn geen races tijdens de nacht. Alle acties vinden plaats tussen zonsopgang en zonsondergang. Er zijn ongeveer 30 wagens beschikbaar. EA vermeldt Aziatische imports (tuners), exotische wagens, Amerikaanse muscle cars en Euro imports.

### Need For Speed: Carbon (2006)
Need for Speed: Carbon is de opvolger van 'Most wanted' in de Need for Speed-serie. Op 3 november 2006 kwam het spel uit voor de Xbox 360, de pc, de Nintendo Gamecube en de Gameboy Advance, op 10 november voor de PlayStation 2 en de Xbox en op 8 december voor de Nintendo Wii. Het spel was ook een lanceringsspel voor de PlayStation 3, die uitkwam op 23 maart 2007. Het spel speelt zich net als de Need for Speed Underground-voorgangers 's nachts af.
Nieuw in de Need for Speed-serie was het gametype Canyon run, thematisch afkomstig uit de wereld van Japanse illegale bergraces of Touge. In deze spelmodus (in Career Mode gebruikt bij boss-races, driftraces en sprintraces) rijdt de speler door berggebieden met bochten, slingers en plaatsen waar de auto van de weg kan raken.

### Need For Speed: ProStreet (2007)
Need for Speed: ProStreet werd aangekondigd op 31 mei 2007.
In dit spel ligt de nadruk opnieuw op realistisch rijgedrag. Zoals in voorgaande delen kan de auto van de speler getuned en geüpgraded worden; ditmaal kan ook een visuele verandering aan de auto invloed hebben op het rijgedrag.
In ProStreet wordt niet langer gestraatraced, maar op circuits. Need for Speed: ProStreet is in de Verenigde Staten uitgekomen op 14 november 2007.

### Need for Speed: Undercover(2008)
In Need for Speed: Undercover dient de speler als undercoveragent een criminele organisatie te ontmaskeren.

### Need for Speed: Nitro(2009)
Need for Speed: Nitro is de veertiende NFS game en de eerste die exclusief is ontwikkeld voor Nintendo DS en Wii. De gameplay is meer arcade-gericht en is bedoeld voor een gemiddeld publiek. Nitro kwam op 2 november 2009 uit in Noord-Amerika. In Europa kwam het spel vier dagen later uit.
Need for Speed: Nitro is ook beschikbaar als een sociaal multiplayer game op Facebook.

### Need for Speed: Shift(2009)
Need for Speed: Shift lag in de winkels op 17 september 2009. Het is het eerste spel van de NFS-reeks dat door Slightly Mad Studios is ontwikkeld. Deze game gooit de originele gameplay van de Need For Speed-reeks helemaal om: het gaat hier om puur racen op enkele originele en fictieve racebanen of afgezette steden. In het totaal zitten er 67 auto's in het spel, waarvan ze allen met realistische interieurs zijn nagemaakt.
Het spel zorgt voor een totaal andere gameplay in Carrière-modus: je moet racen in verschillende klassen om uiteindelijk het doel te bereiken, de NFS World Tour. Het spel werkt met een bijzonder beloningssysteem, waardoor de speler zelfs punten haalt voor precies of agressief rijden terwijl hij heeft verloren. Met behulp van sterren die men bij het racen verdient voor het halen van puntendrempels, snelheidsdrempels of iets anders, kan men volgende evenementen vrijspelen, eventueel ook in andere klassen.

### Need for Speed: World(2010)
Need for Speed: World was een online racespel, speciaal voor het windows-platform. De servers zijn in juli 2015 stopgezet.

### Need for Speed: Hot Pursuit 3(2010)
Need for Speed: Hot Pursuit 3 werd ontwikkeld door Criterion Games. Het richt zich in tegenstelling tot eerdere edities alleen nog op het racen en achtervolgen door politiewagens. De garage-mode waarbij men de auto kon aanpassen zit niet in het spel.
Hot Pursuit 3 keert, zoals de naam al aangeeft, terug naar de beginjaren, en is geïnspireerd op het originele 3DO-Need For Speed-spel.
De releasedatum was 16 november 2010.

### Shift 2: Unleashed(2011)
Shift 2: Unleashed is een vervolg op het succesvolle Need for Speed: Shift. De game loopt minder te koop met de naam 'Need for Speed' dan zijn voorganger. Dit omdat Shift 2 realistisch van aard is, terwijl de Need for Speed games doorgaans arcadegames zijn.
De game kwam uit op de pc, Xbox 360 en de PlayStation 3, op respectievelijk 29 maart (Noord-Amerika), 31 maart (Europa en Australië) en 1 april (Verenigd Koninkrijk) 2011. Het spel werd goed tot zeer goed ontvangen, zo gaf IGN de game een 8,5/10.

### Need for Speed: The Run(2011)
Bij dit spel kan de speler nu uit zijn wagen kan stappen (maar niet vrij rond lopen) en dit door middel van quicktime-events. Het spel draait op de Frostbite 2-engine. Deze techniek wordt ook gebruikt voor first-person shooter Battlefield 3 en is ontwikkeld door Dice. De gameplay ligt volgens de ontwikkelaar Black Box tussen het realisme van Shift 2 en de arcade uit bijvoorbeeld Underground. Net als de twee vorige Need for Speed-games maakt dit spel gebruik van een Autolog. Met deze optie kan de speler zijn of haar statistieken vergelijken met die van vrienden. In deze versie is Autolog meer uitgewerkt dan bij voorgaande spellen.

### Need for Speed: Most Wanted(2012)
Op 4 juni 2012 kondigde EA Games aan een dat een nieuw deel van de Need for Speed-serie in ontwikkeling was: Need for Speed: Most Wanted. De game is, net zoals Need for Speed: Hot Pursuit, ontwikkeld door Criterion Games. De game draaide vooral om het verkennen van een grote open wereld om auto's te vinden die verspreid stonden over de hele kaart, en minder om het racen. Ook bevatte het spel grootschalige politieachtervolgingen. In 2013 kreeg de Wii U een port van het spel, genaamd Need for Speed: Most Wanted U.

### Need for Speed: Rivals(2013)
Op 24 mei 2013 liet EA weten te werken aan de ontwikkeling van een nieuwe versie van NFS, genaamd Rivals, die uit kwam op Windows, PlayStation 3, Xbox 360 en later op Xbox One en PlayStation 4. Deze versie kwam in Europa op 22 november 2013 uit.

### Need for Speed(2015)
In mei 2015 kondigde EA aan dat er een nieuwe Need for Speed uit zou komen; dit keer zonder ondertitel. Hij is op 5 november 2015 uitgekomen voor de PlayStation 4 en de Xbox One en is op 17 maart 2016 voor de PC uitgekomen. De game keerde terug naar de stijl van de Underground-serie met onder andere een uitgebreid tuningsysteem. Het spel was always-online, wat betekent dat je altijd met anderen moest spelen in de open wereld.

### Need for Speed: Payback(2017)
Op 10 november 2017 is Need For Speed: Payback uitgekomen voor de PlayStation 4, Xbox One en de pc uitgekomen. Het spel werd matig ontvangen. Kritiek was er vooral op de gescripte verhaallijn, gebrek aan politie-achtervolgingen, matige autobesturing en onrealistische schades.

### Need for Speed: Heat(2019)
Op woensdag 14 augustus 2019 maakte EA samen met Ghost Games bekend dat het nieuwe Need for Speed-spel op 8 november 2019 uit zou komen. Het spel speelt zich af in Palm City en geeft de speler de mogelijkheid om zijn superauto's naar wens aan te passen. Overdag vindt de Speedhunter Showdown-competitie plaats, maar wanneer de zon eenmaal onder is, is het tijd om een race-reputatie op te bouwen. Ook de politie is weer van de partij, en vormt een voortdurende tegenstander die het spel niet altijd even eerlijk speelt.

### Need for Speed Unbound(2022)
Unbound verscheen op 2 december 2022 voor de PlayStation 5, Xbox Series en Windows. Het racespel speelt zich af in Lakeshore City, waar de speler samenwerkt met Jasmine en mentor Rydell. Het team probeert een bestaan op te bouwen met het racen, maar de zaken gaan niet altijd even op rolletjes.

## Verfilming
EA werkte samen met DreamWorks Pictures om een film gebaseerd op Need for Speed te maken. Op 12 maart 2014 ging hij in het Verenigd Koninkrijk in première. Aaron Paul speelde de hoofdrol als Tobey Marshall, een monteur en straatracer die erin geluisd wordt door een rijke zakenpartner.